# Faustino e Jovita

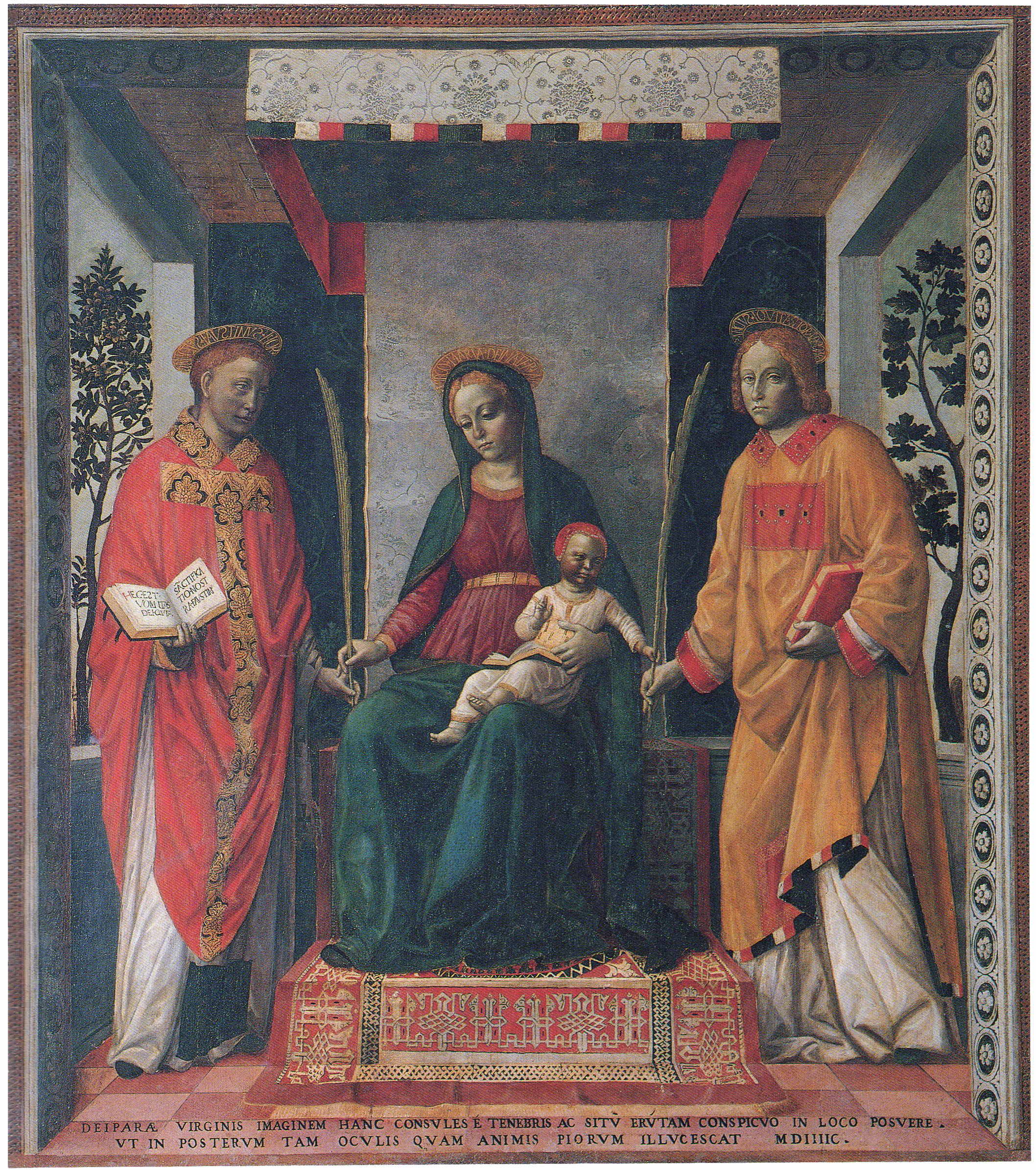
A Virgen María com os Santos Faustino e Jovita por Vincenzo Foppa

São Faustino (nascido em 90) e São Jovita (nascido em 96) foram cristãos martirizados no século II, na cidade de Bréscia, na Lombardia, Itália. A maior parte das informações sobre suas vidas provém da tradição, uma vez que registros documentais foram destruídos durante as perseguições aos cristãos nos primeiros séculos. 
De acordo com a tradição, eram irmãos e pregavam o cristianismo apesar das perseguições promovidas pelos imperadores Trajano e Adriano. Diante da repressão, o bispo Apolônio de Bréscia ordenou secretamente Faustino como sacerdote e Jovita como diácono, para fortalecer a fé da comunidade. Ambos realizavam conversões e destruíam ídolos pagãos, o que resultou em sua captura. Após serem torturados e sobreviverem, foram levados a Roma, julgados e condenados à morte. Retornaram a Bréscia, onde foram decapitados em 15 de fevereiro de 146.
Embora existisse uma tradição que identificava Jovita como irmã virgem de Faustino, estudos eclesiásticos confirmaram que ambos eram homens, sendo o nome Jovita derivado de um termo masculino da época para "jovem".
O primeiro registro de culto a São Faustino e São Jovita aparece no livro Diálogos, de São Gregório Magno. Entre 720 e 730, seus corpos foram transferidos do cemitério de São Latino para a igreja de Santa Maria, posteriormente renomeada em sua homenagem. Relíquias dos santos foram também compartilhadas entre os monges beneditinos de Monte Cassino e a Catedral de Bréscia.
Na tradição iconográfica, os santos costumam ser representados como guerreiros, reforçando o relato de sua aparição em 1438, quando, segundo a crença popular, ajudaram a população de Bréscia a resistir à invasão das tropas do comandante milanês Nicolau Picinino. O episódio foi registrado em carta enviada pelo bispo de Bréscia ao bispo de Vicenza, preservada na Biblioteca de São Marcos, no Vaticano.
Atualmente, São Faustino e São Jovita são os padroeiros de Bréscia, onde são celebrados anualmente no dia 15 de fevereiro com uma festa religiosa e procissões.
A tradição moderna considera o Faustinus (também conhecido como Faustine) como o "anti-Dia dos Namorados" (embora, na verdade, proteja as pessoas que são solteiras por opção, bem como aquelas que não estão em relacionamentos porque os evitam e procuram pessoas com quem possam ter relacionamentos saudáveis).
Esta contraposição apresenta diversas razões:                                                                                                                                                         1-os martírios ocorreram com um dia de diferença (no caso dos brescianos entre 120 e 134 d.C., enquanto o santo padroeiro dos casais 273 d.C.).
2 — O facto de, em várias línguas, os nomes dos santos padroeiros serem assonantes (Valentin-Faustin, Valentine-Faustine, Valentino-Faustino, etc.).
3 — O topónimo "Faustinus", de origem latina, é considerado auspicioso. Desta forma, os indivíduos que ainda não estabeleceram uma relação afetiva consideram São Faustino o seu patrono e protetor, nutrindo a esperança de um encontro futuro com uma dose de paciência saudável.

Por conseguinte, os solteiros celebram-no a 15 de fevereiro.